# Without Warning: Terror in the Towers
Without Warning: Terror in the Towers (conocida en Brasil como Bomba Terrorista) es una película de drama de 1993, dirigida por Alan J. Levi, escrita por Stephen Downing y Duane Poole, musicalizada por Jay Gruska, en la fotografía estuvo Chuy Elizondo y los protagonistas son James Avery, Andre Braugher y George Clooney, entre otros. El filme fue realizado por Melnicker Entertainment, Jurist Productions y Wilshire Court Productions, se estrenó el 26 de mayo de 1993.

## Sinopsis
El largometraje está basado en el ataque terrorista de 1993 a las Torres Gemelas de la ciudad de Nueva York.